# Mainstream jazz
O mainstream jazz é um género de jazz com origem na década de 1950 e popularizado, entre outros, por Buck Clayton, um trompetista do swing. Clayton e outros antigos músicos da era do swing e das Big bands, como Coleman Hawkins, Lester Young, Harry "Sweets" Edison e Roy Eldridge, não seguiram as novas tendências do jazz, como o bebop, preferindo juntar-se em pequenas bandas e tocando standards.
Este estilo passou despercebido até à década de 1970, altura em que os músicos Scott Hamilton e Warren Vache retomaram o género.

## Principais intérpretes
- Ruby Braff
- Buck Clayton
- Concord All Stars
- Harry "Sweets" Edison
- Roy Eldridge
- Coleman Hawkins
- Tommy Newsom
- West Coast All-Stars
- Lester Young
- Harold Ashby
- Jaki Byard
- Bobby Guyer
- Stan Hope
- Shirley Horn
- Don Shirley
- Warren Vaché
- Georgina Weinstein
- Bob Wilber
- Eric Marienthal
- Dianne Mower